# Truncatoflabellum veroni
Truncatoflabellum veroni is een rifkoralensoort uit de familie van de Flabellidae. De wetenschappelijke naam van de soort is voor het eerst geldig gepubliceerd in 1998 door Cairns.